# Sertab Erener
Sertab Erener (ur. 4 grudnia 1964 w Stambule) – turecka piosenkarka. Zwyciężczyni 48. Konkursu Piosenki Eurowizji (2003).

## Kariera muzyczna
Karierę muzyczną rozpoczęła w 1989, występując z zespołem Klips w krajowych eliminacjach eurowizyjnych z utworem „Hasret”. W finale selekcji zajęła trzecie miejsce. W 1990 ponownie zakwalifikowała się do finału eurowizyjnych eliminacji, tym razem z piosenką „Sen benimlesin”, z którą zajęła szóste miejsce w finale. W 1992 wydała debiutancki album studyjny pt. Sakin ol!, który sprzedano w nakładzie miliona egzemplarzy, dzięki czemu został najlepiej sprzedającą się płytą w Turcji.
Pod koniec listopada 2002 została wybrana wewnętrznie przez krajowego nadawcę publicznego Türkiye Radyo Televizyon Kurumu (TRT) na reprezentantkę Turcji w 48. Konkursie Piosenki Eurowizji, organizowanym w Rydze w maju 2003. W grudniu pojawiły się pogłoski, jakoby wytwórnia Sony Music nie wyraziła zgody na umieszczenie konkursowej piosenki Sertab na albumie kompilacyjnym konkursu, co uniemożliwiałoby występ reprezentantki w finale. Ostatecznie Erener uczestniczyła w konkursie z utworem „Everyway That I Can”, który został wybrany spośród trzech innych propozycji. Utwór został napisany przez Erener we współpracy z gitarzystą i producentem Demirem Demirkanem. Premiera utworu odbyła się w marcu podczas jednego z odcinków programu Sayisal geçe. 24 maja wystąpiła w finale Konkursu Piosenki Eurowizji i zajęła w nim pierwsze miejsce po zdobyciu największej liczby 167 punktów. Podczas występu towarzyszyły jej cztery tancerki, z czego trzy pochodzące z Austrii. Po powrocie do kraju została oficjalnie powitana na lotnisku przez prezydenta Turcji Ahmeta Necdeta Sezera, premiera Recepa Tayyipa Erdoğana oraz marszałka parlamentu Bülenta Arınça. Singiel „Everyway That I Can” trafił na listy przebojów wielu krajów europejskich, w tym zajmując pierwsze miejsce w Szwecji, a dodatkowo na Cyprze zdobył status złotej płyty. W lipcu wyruszyła do Izraela, gdzie promowała album kompilacyjny pt. Everyway That I Can.

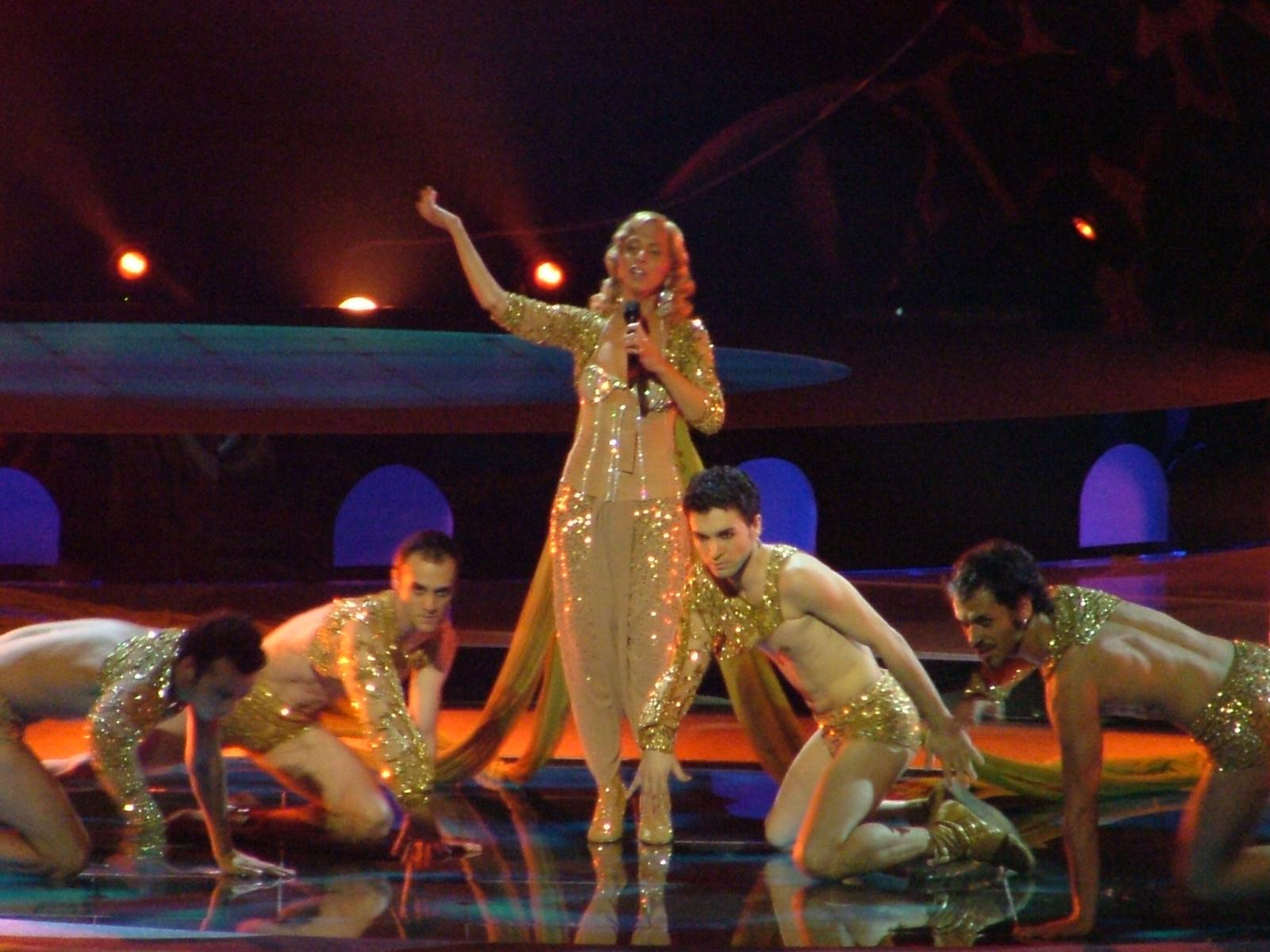
Erener jako gość specjalny w finale 49. Konkursu Piosenki Eurowizji w Stambule (2004)

W 2004 wydała swój pierwszy w karierze anglojęzyczny album studyjny pt. No Boundaries. Nagrała też własną wersję utworu Boba Dylana „One More Cup of Coffee” na potrzeby oficjalnej ścieżki dźwiękowej do filmu Jeźdźcy Apokalipsy. Również w 2004 była gościem muzycznym podczas drugiej edycji festiwalu Eurosong Live On Stage, organizowanego przez telewizję PSE-Belgium. W maju była gościem specjalnym 49. Konkursu Piosenki Eurowizji w Stambule i zagrała minikoncert po półfinale konkursu, a w lipcu wystąpiła w Beleku.

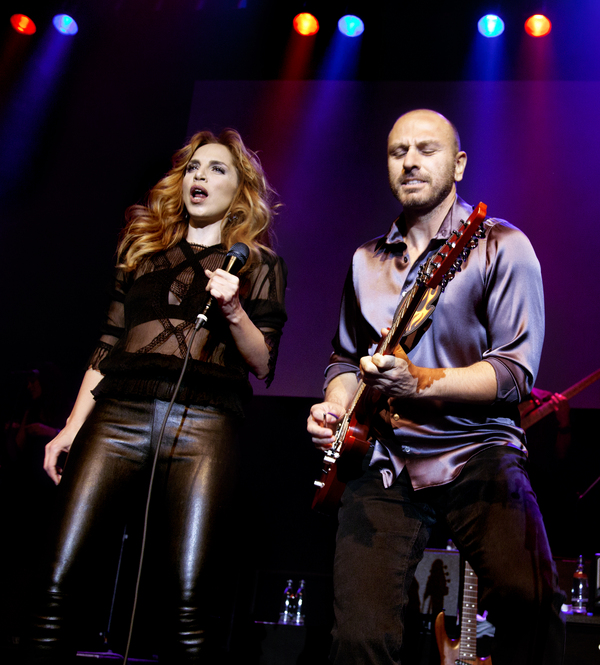
Erener i Demir Demirkan (2010)

W 2005 nagrała i wydała album studyjny pt. Aşk ölmez, który promowała singlami: „Aşk ölmez, biz ölürüz” i „Satılık kalpler şehri”. Również w 2005 jej cover piosenki Madonny „Music” znalazł się na ścieżce dźwiękowej filmu Fatih Akın’s Crossing the Bridge: The Sound of Istanbul. Pod koniec października wystąpiła w koncercie jubileuszowym Gratulacje: 50 lat Konkursu Piosenki Eurowizji, podczas którego jej eurowizyjny utwór „Every Way That I Can” zajął dziewiąte miejsce w plebiscycie na najlepszą piosenkę w historii konkursu.
W 2009 z Demirem Demirkanem założyła zespół muzyczny Painted on Water, z którym wydała debiutancki album, zatytułowany po prostu Painted on Water. W 2010 wydała solowy album pt. Rengarenk. W 2012 nagrała dżingiel „Globally Yours” dla tureckich linii lotniczych i wydała album pt. Ey şûh-i Sertab. 9 maja 2024 wystąpiła jako gość muzyczny podczas drugiego półfinału 68. Konkursu Piosenki Eurowizji.

## Dyskografia

### Albumy
| Albumy studyjne - Sakin ol! (1992) - Lâ'l (1994) - Sertab Gibi (1996) - Sertab Erener (1999) - Turuncu (Orange) (2001) - No Boundaries (2004) - Aşk ölmez (2005) - Rengarenk (2010) - Ey şûh-i Sertab (2012) | Albumy kompilacyjne - Sertab (2000; reedycja w 2003) - The Best of Sertab Erener (2007) Albumy z remiksami - Sertab Goes to the Club (2007) Albumy nagrane z Demirem Demirkanem - Painted on Water (2009) |

### Single
- „Zor kadın” (1999)
- „Utanma” (2000)
- „Bu yaz” (2000)
- „Yeni” (2001)
- „Everyway That I Can” (2003)
- „Here I Am” (2003)
- „Leave” (2004)
- „I Believe” (2004)
- „Aşk ölmez, biz ölürüz” (2005)
- „Satılık kalpler şehri” (2005)
- „Kim hakliysa” (2005)
- „I Remember Now” (2007)
- „Hayat beklemez” (2008)
- „Bu böyle” (2009)
- „Açık adres” (2009)
- „İyileşiyorum” (2013)